# Wunderwaffen

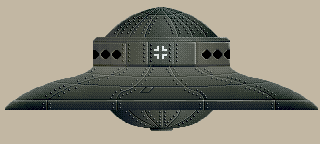
Lo Haunebu, un presunto velivolo a forma di disco.

Le Wunderwaffen (termine tedesco che significa "Armi-miracolose") erano presunte super-armi o armi segrete del Terzo Reich. Il termine fu coniato e utilizzato dalla propaganda tedesca di Joseph Goebbels durante le ultime fasi della seconda guerra mondiale. Lo scopo propagandistico era quello di millantare la disponibilità di armamenti che sarebbero stati in grado di conferire una netta superiorità tecnologica all'esercito tedesco, ribaltando il corso del conflitto, che volgeva ormai chiaramente a favore degli Alleati.
Le più famose Wunderwaffen, nonché alcune delle poche a essere state ultimate e impiegate largamente, furono le Vergeltungswaffe ("armi della vendetta");  la maggior parte delle Wunderwaffen rimasero però a un puro livello teorico, o di prototipo, e non hanno mai raggiunto il teatro di guerra oppure, quando pure l'hanno fatto, ciò è avvenuto troppo tardi, o in numeri troppo esigui per sortire un vero effetto strategico e incidere sulle sorti del conflitto. Esempi ne sono il "cannone solare" Sonnengewehr, il programma nucleare militare tedesco e il Panzer VIII Maus.

## Nuove tecnologie

### Imbarcazioni navali

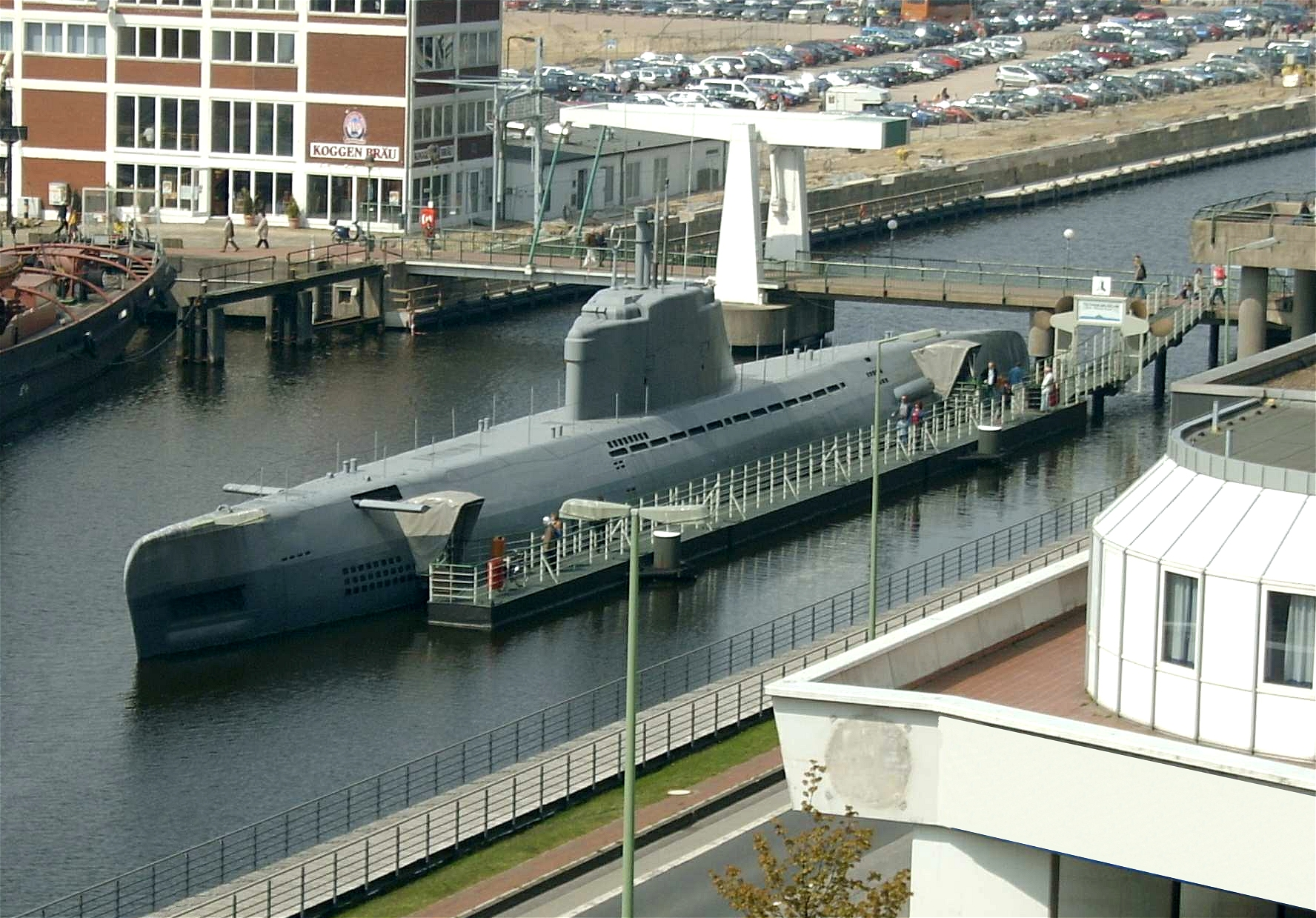
U-Boot Tipo XXI.

- Classe H
- U-Boot Tipo XXI
- U-Boot Tipo XXIII
- Rocket U-boat

### Bombe ed esplosivi
- Programma nucleare militare tedesco

### Carri armati
- Panzer VIII Maus
- Landkreuzer P-1500 Monster
- Panzer IX e X
- Panzer VII Löwe
- Landkreuzer P-1000 Ratte

### Artiglieria

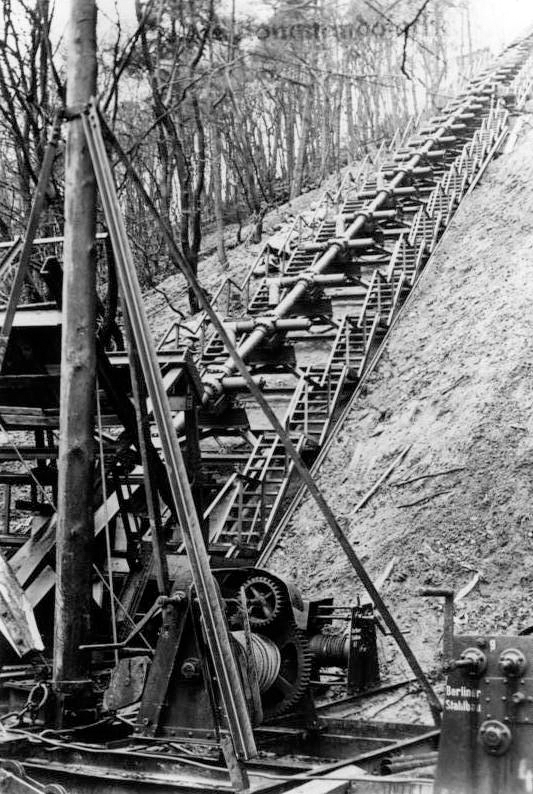
Cannone V3.

- 21 cm K 12 (E)
- V3

### Armi Aria-Aria
- Mauser MG 213
- SG 500 Jagdfaust

### Velivoli
- Arado Ar 234
- Arado E.555
- Blohm & Voss P 178
- Blohm & Voss BV 246
- Die Glocke (la campana), presunto velivolo a forma di campana con tecnologia antigravità citato solo in un libro edito nel 2000
- DFS 194
- DFS 228
- DFS 346
- Dornier Do 335
- Focke-Wulf Triebflügel
- Focke-Achgelis Fa 269
- Focke-Wulf Ta 400
- Hauneburg-Geräte
- Heinkel He 162
- Heinkel He 176
- Heinkel He 178
- Heinkel He 280
- Heinkel He 343
- Henschel Hs 132
- Horten Ho 229
- Junkers EF 132
- Junkers Ju 287
- Junkers Ju 322
- Junkers Ju 488
- Lippisch P.13a
- Messerschmitt Me 109TL
- Messerschmitt Me 163 Komet
- Messerschmitt Me 262
- Messerschmitt Me 263
- Messerschmitt Me 329
- Messerschmitt P.1101
- Messerschmitt Me P.1106
- Silbervogel o Sanger

### Elicotteri

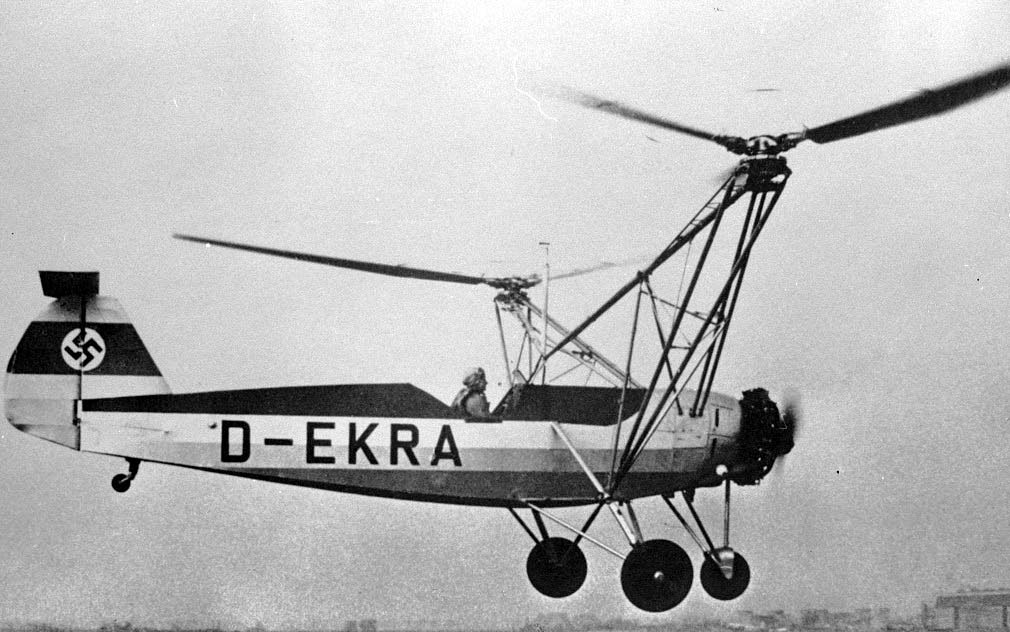
Esemplare di Focke-Wulf Fw 61.

- Flettner Fl 184
- Flettner Fl 185
- Flettner Fl 265
- Flettner Fl 282
- Focke-Achgelis Fa 223
- Focke-Wulf Fw 61

### Razzi e missili

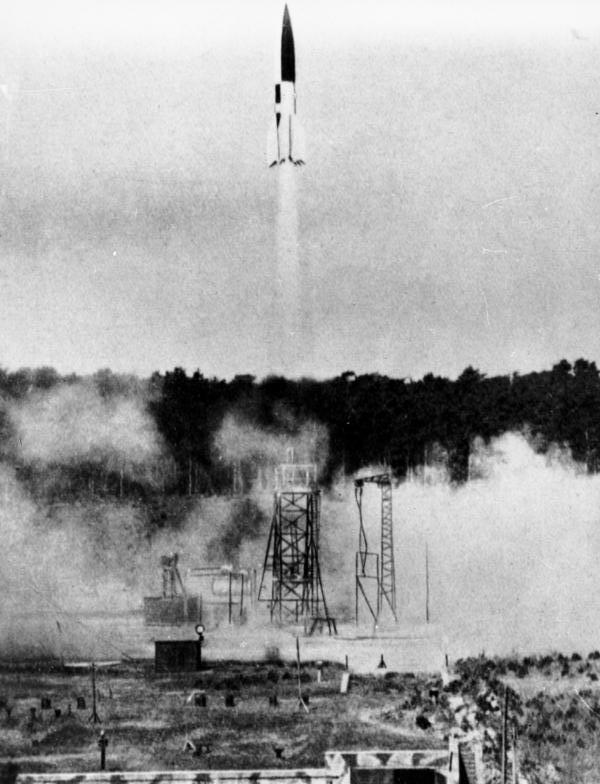
V2 (Aggregat 4).

- Bachem Ba 349b
- Enzian
- Luftfaust/Fliegerfaust
- Henschel Hs 117
- Henschel Hs 293
- Henschel Hs 294
- Henschel Hs 298
- Selbstopfer
- R4M
- Rheinbote
- Rheintochter
- Ruhrstahl SD 1400 o Fritz X
- Ruhrstahl X-4
- Taifun
- V1
- V2
- Wasserfall

### Filmografia
- Hitlers Geheimwaffen: Angriff auf Amerika. Dokumentation, 45 Min., Buch und Regie: Christoph Weber, Produktion: SWR, Erstsendung: 13. Juni 2005, Inhaltsangabe des SWR
- Hitlers Geheimwaffen: Raketen für die Sieger. Dokumentation, 45 Min., Buch und Regie: Christine Greiner, Produktion: SWR, Erstsendung: 20. Juni 2005, Inhaltsangabe des SWR
- Mythos "Wunderwaffen". Technik im Dienst der Diktatur. Dokumentation, Deutschland, 45 Min., 2007, Produktion: ZDF, Reihe: History, Erstausstrahlung: 30. Dezember 2007, Inhaltsangabe des ZDF